# Sachsen-Anhalt
Sachsen-Anhalt är ett av de sexton förbundsländerna i Tyskland, beläget i regionen omkring floden Elbes mellersta lopp i landets centrala del. Huvudstad i Sachsen-Anhalt är Magdeburg, som tillsammans med Halle (Saale) och Dessau-Rosslau utgör förbundslandets tre kreisfria storstäder. Övriga delar av förbundslandet indelas i elva Landkreise. Till andra större städer i Sachsen-Anhalt hör Bernburg (Saale), Bitterfeld-Wolfen, Halberstadt, Naumburg (Saale), Merseburg, Wittenberg, Wernigerode, Weissenfels och Stendal. Befolkningen uppgick till 2,25 miljoner invånare i december 2015.
Sachsen-Anhalt bildades ursprungligen som delstat 1947 i den sovjetiska ockupationszonen i det som senare blev Östtyskland, men avskaffades som administrativ enhet 1952. Vid Tysklands återförening 1990 återuppstod Sachsen-Anhalt som ett av de fem nya förbundsländerna från det tidigare DDR, med delvis nya gränser.

## Historia

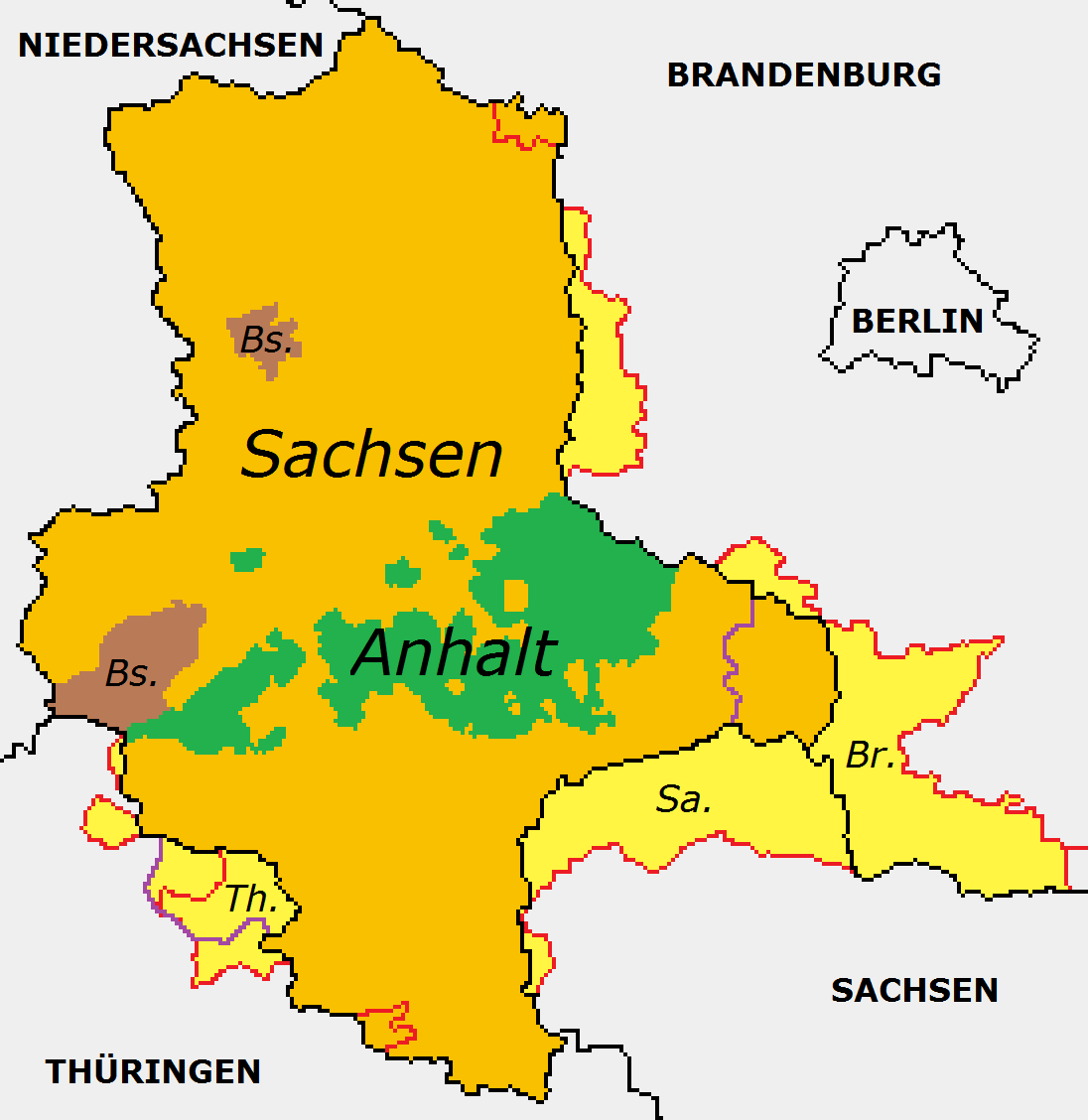
Områden från provinsen Sachsen markeras med gula nyanser, Anhalt med grönt och områden från Braunschweig med brunt.
Den röda linjen markerar Sachsen-Anhalts gränser 1947-52 och den svarta linjen förbundslandets nuvarande gränser.
Områden markerade med ljusgult är områden som överfördes till Brandenburg, Sachsen och Thüringen efter Tysklands återförening.

Det territorium som idag är Sachsen-Anhalt utgjordes historiskt i det Tysk-romerska riket av bland annat landskapet Altmark (den västligaste delen av markgrevskapet Brandenburg), Hertigdömet Magdeburg och hertigdömet Anhalt. Efter Napoleonkrigen tillföll större delen av området kungariket Preussen, där det utgjorde provinsen Sachsen åren 1816-1945. Under Nazityskland delades provinsen upp i två Gaue, Magdeburg-Anhalt och Halle-Merseburg.
Efter Nazitysklands nederlag i andra världskriget ockuperades nuvarande Sachsen-Anhalt av både amerikanska och sovjetiska styrkor, men överfördes till den Sovjetiska ockupationssektorn sommaren 1945. När Preussen upplöstes 1947 bildades det nya förbundslandet "Sachsen-Anhalt" genom att huvuddelen av provinsen Sachsen slogs samman med fristaten Anhalt och delar av fristaten Braunschweig. Detta förbundsland ingick sedan Östtyskland när denna stat bildades 1949, men 1952 delades Sachsen-Anhalt upp i de östtyska bezirken Halle och Magdeburg.
I samband med Tysklands återförening 1990 återskapades Sachsen-Anhalt som ett förbundsland med delvis nya gränser (se kartan till vänster).

## Flagga och vapen

Sachsen-Anhalts landsvapen, 1946-52.

Förbundslandets flagga härstammar från den preussiska provinsen Sachsens flagga, som i sin tur går tillbaka på Kurfurstendömet Sachsens gamla svart-gula flagga. 1947 antogs den först som den nya staten Sachens-Anhalts flagga 1947 och ytterligare en gång efter Tysklands återförening 1991. Det gula fältet i flaggan finns dock överst i den nya flaggan för att skilja den från Baden-Württembergs flagga. Förbundslandets vapen är en kombination av Sachsens, Fristaten Anhalts och Fristaten Preussens vapen.

## Näringsliv

### Industri
Sachsen-Anhalt är berömt för sin jordbruksmark, "Magdeburger Börde" har en av Tysklands och Europas bästa jordar. Livsmedelsindustrin spelar en viktig roll i förbundslandet. Inom industrin har kemiindustrin varit viktig med två av de mest kända kemiindustrierna i Tyskland under lång tid: Wolfen och Bitterfeld. I Wolfen uppfanns färgfilmen 1936. Tillsammans med Merseburg bildar man "Chemiedreieck". Tidigare var Leunawerke DDR:s största kemiindustri.

### Media
Det regionala public service-bolaget MDR har en TV-kanal och flera radiokanaler. Bolaget har sitt lokala högkvarter i Magdeburg. I delar av förbundslandet finns lokala kommersiella TV-kanaler, bland annat Magdeburger Fernsehen 1, Regionalfernsehen Harz och TV Halle. De största regionala dagstidningarna är Volksstimme, som ges ut i Magdeburg, och Mitteldeutsche Zeitung i Halle (Saale).

## Geografi
Bergen i Harz.

### Floder och vattendrag
| - Elbe (1166 km) - Saale (413 km) - Havel (325 km) - Weiße Elster (257 km) - Unstrut (192 km) - Aller (263 km) | - Schwarze Elster (188 km) - Bode (140 km) - Mulde (124 km) - Ohre (110 km) - Milde-Biese-Aland (97 km) - Jeetze (73 km) |

### Administrativ indelning
Genom en reform som genomfördes den 1 juli 1994 var Sachsen-Anhalt uppdelat i 21 distrikt (Landkreise) och tre självständiga städer. Den 1 juli 2007 genomfördes ytterligare en fusion så att antalet distrikt minskades till 11.

#### Distrikt och självständiga städer

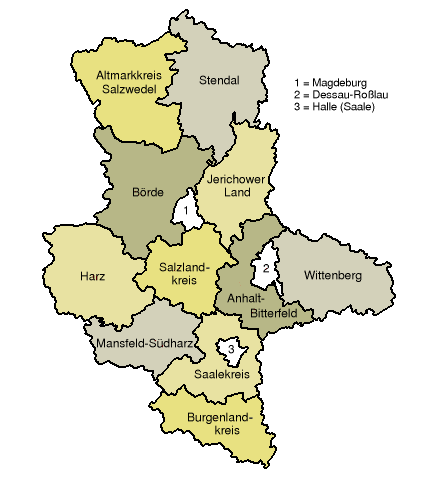
Karta över Sachsen-Anhalts distrikt (Landkreise) efter distriktsreformen 2007.

| Distrikt                     | Folkmängd | Area (km²) |
| ---------------------------- | --------- | ---------- |
| Anhalt-Bitterfeld (ABI)      | 187 873   | 1 452,71   |
| Burgenlandkreis (BLK)        | 205 097   | 1 413,36   |
| Börde (BK)                   | 187 833   | 2 366,19   |
| Harz (HZ)                    | 244 248   | 2 104,00   |
| Jerichower Land (JL)         | 101 092   | 1 576,66   |
| Mansfeld-Südharz (MSH)       | 160 984   | 1 448,60   |
| Saalekreis (SK)              | 206 146   | 1 433,22   |
| Salzlandkreis (SLK)          | 222 727   | 1 425,86   |
| Altmarkkreis Salzwedel (SAW) | 94 545    | 2 292,52   |
| Stendal (SDL)                | 129 481   | 2 422,96   |
| Wittenberg (WB)              | 144 972   | 1 929,89   |
| Självständiga städer:        |           |            |
| 1. Magdeburg (MD)            | 229 826   | 200,95     |
| 2. Dessau-Roßlau (DE)        | 91 243    | 244,62     |
| 3. Halle (Saale) (HAL)       | 235 720   | 135,02     |

#### Andra större städer
- Aschersleben
- Wernigerode

#### Andra städer
- Allrode

se även: Lista över städer i Sachsen-Anhalt

## Politik
Sachsen-Anhalts lantdag är förbundslandets lagstiftande församling, som även väljer ministerpresidenten som är Sachsen-Anhalts regeringschef. Ministerpresident är sedan 2011 Reiner Haseloff (CDU). Han leder sedan 2016 en blocköverskridande koalitionsregering mellan CDU, SPD och Die Grünen, efter att under föregående mandatperiod enbart regerat med stöd av CDU och SPD.

### Regeringar sedan 1990
- 1990–1994: Koalitionsregering CDU/FDP
- 1994–1998: Koalitionsregering SPD/Die Grünen (minoritetsregering)
- 1998–2002: SPD (minoritetsregering)
- 2002–2006: Koalitionsregering CDU/FDP
- 2006–2016: Koalitionsregering CDU/SPD
- sedan 2016: Koalitionsregering CDU/SPD/Die Grünen

Se även Lista över Sachsen-Anhalts ministerpresidenter.

## Infrastruktur

### Järnväg
Sachsen-Anhalt har en av Tysklands äldsta järnvägar, banan mellan Köthen och Dessau som öppnades 1840. Denna förlängdes sedermera via Wittenberg och Jüterbog till Anhalter Bahnhof i Berlin, under namnet Anhalter Bahn. Köthen blev i och med detta Tysklands första järnvägsknut, då banorna mot Berlin, Magdeburg och Leipzig möttes här.
Idag utgörs de viktigaste stambanorna av Lehrter Bahn (Berlin–Stendal–Hannover), Berlin–Halle (Saale), Berlin–Magdeburg, Magdeburg–Braunschweig och Magdeburg–Halle (Saale)–Leipzig. Dessutom finns ett nät av regionalbanor som huvudsakligen trafikeras med regionaltåg.S-Bahn finns i Magdeburgs och Halles storstadsområden. Till Harz finns direktförbindelser från Magdeburg och Halle med Harz-Elbe-Express (HEX) och i Harzregionen finns även ett smalspårigt järnvägsnät med turisttrafik, Harzer Schmalspurbahnen.
De största järnvägsknutarna i området är centralstationerna i Halle och Magdeburg, men även stationerna i Stendal, Halberstadt, Köthen, Dessau, Wittenberg, Bitterfeld, Weissenfels, Naumburg (Saale) och Sangerhausen är av regional betydelse.

### Vägnät
Sachsen-Anhalt genomkorsas av fyra federala motorvägar; A2 i förbundslandets norra del, som passerar Magdeburg med förbindelse österut mot Berlin och västerut mot Hannover. Genom östra Sachsen-Anhalt passerar A9 i nord-sydlig riktning på vägen mellan Berlin och München, och passerar Dessau-Rosslau, Bitterfeld, Halle (Saale) och Weissenfels. A14 sammanbinder Magdeburg med Halle (Saale) och passerar på vägen Bernburg, Stassfurt och Schönebeck. En förlängning av A14 genom norra delen av Sachsen-Anhalt är planerad men ej färdigställd. 
Genom södra Sachsen-Anhalt löper A38 mellan Leipzig och Göttingen i öst-västlig riktning, genom Sangerhausen och södra Harz. Den korta A143 väster om Halle (Saale) sammanbinder A38 med A14 och utgör en del av den projekterade ringled som helt planeras omsluta Halle och Leipzig.

### Flygtrafik
Den viktigaste flygplatsen i Leipzig-Halles storstadsregion är Leipzig/Halles flygplats, som dock ligger på förbundslandet Sachsens territorium mellan Halle och Leipzig. Förbundslandet Sachsen-Anhalt saknar större internationella trafikflygplatser, och direkta internationella förbindelser nås huvudsakligen via andra större flygplatser i Tyskland, förutom Leipzig/Halle främst Frankfurts, Berlins eller Hannovers flygplatser. Magdeburgs flygfält används huvudsakligen för sport- och allmänflyg. Från Magdeburg-Cochstedts flygplats nära Aschersleben bedrevs tidigare bland annat 2011–2013 lågprisflygtrafik med Ryanair, men flygplatsen gick i konkurs 2016.

### Sjöfart
Floderna Elbe och Saale samt Mittellandkanalen och Elbe-Havelkanalen är de viktigaste transportlederna för flodtrafiken och möts i Magdeburg, vid Magdeburgs kanalbro. Hamnar för flodtrafiken finns bland annat i Magdeburg och Halle.

## Utbildning
Sachsen-Anhalt har två universitet, Otto von Guericke-universitetet i Magdeburg, grundat 1993, och Martin Luther-universitetet i Halle (Saale) och Wittenberg, ursprungligen grundat som Wittenbergs universitet 1502 respektive Halles universitet 1694. Utöver universiteten finns ytterligare åtta högskolor, bland annat högskolorna i Anhalt, Harz, Merseburg och Magdeburg-Stendal samt fyra mer fackinriktade högskolor.